# 379
Готська війна. Розпочалося правління Феодосія I у Східній Римській імперії. У Західній Римській імперії править Граціан. У Китаї правління династії Цзінь. В Індії правління імперії Гуптів. У Японії триває період Ямато. У Персії править династія Сассанідів.
На території лісостепової України Черняхівська культура. У Північному Причорномор'ї готи й сармати. Історики VI століття згадують плем'я антів, що мешкало на території сучасної України приблизно з IV сторіччя. З'явилися гуни, підкорили остготів та аланів й приєднали їх до себе.

## Події
19 січня імператор Граціан надав Феодосію I титулу августа. Феодосій розв'язує проблему з готами, які розтеклися Балканами. За укладеною угодою готам дозволено поселитися в межах імперії як федератам. Вони повинні постачати вояків у римське військо.
Граціан відмовився очолити Схід імперії сам. Він також відмовився від звання Великого понтифіка.
Помер шах Шапур II, який за життя зумів відвоювати в римлян значну частину втрачених раніше перських земель. Його замінив Ардашир II.
У КитаЇ буддизм оголошено державною релігією.

## Померли
- 1 січня — У Кейсерії Кайпідокійській (сучасна Кейсері) у віці близько 49-и років помер грецький богослов Василій Великий, єпископ Кесарії з 370 року